# Калмыцкая Балка
Калмыцкая Балка — исчезнувшее село в Волгоградской области, располагалось на левом берегу Волги, между сёлами Луговая Пролейка и Луго-Широкое.

## История
Дата основания не установлена. Село относилось к Царевскому уезду Астраханской губернии. В 1859 году в селе Калмыцкая Балка имелось 210 дворов, православная церковь, проживало 534 души мужского и 539 женского пола. 
Согласно Памятной книжке Астраханской губернии на 1914 год в Калмыцкой Балке проживал 1431 мужчина и 1340 женщин. Село являлось волостным центром Калмыцко-балкской волости Царевского уезда Астраханской губернии. За селом было закреплено 6711 десятин удобной и 6164 десятины неудобной земли. 
В 1919 году село в составе Царевского уезда было включено в состав Царицынской губернии. В 1928 году село включено в состав Дубовского района Нижне-Волжского края. В 1935 году село передано в состав Пролейского района Сталинградского края, с 1936 года — Сталинградской области). В результате строительства Сталинградской ГЭС село оказалось в зоне затопления. Жители были переселены в посёлок Приморск

## Население
| 1859 | 1897 | 1904 | 1908 | 1911 | 1914 |
| ---- | ---- | ---- | ---- | ---- | ---- |
| 1073 | 2317 | 2904 | 2987 | 2586 | 2771 |

## Известные уроженцы
- Лебединский, Иосиф Иванович  (1895—1970) — советский военачальник, полковник, полный Георгиевский кавалер.